# DeeDee Animation Studio
DeeDee Animation Studio là một công ty hoạt động trong lĩnh vực truyền thông, chịu trách nhiệm sản xuất các dự án truyền thông với chất liệu phim hoạt hình 2D. Được thành lập năm 2016 tại Hà Nội, Việt Nam. DeeDee Animation Studio là công ty thành viên của Công ty Cổ phần dịch vụ văn hóa truyền thông Sáng Ý.

## Giới thiệu
DeeDee Animation Studio có định hướng sản xuất hoạt hình theo phong cách 2D, sử dụng phần mềm ToonBoom Harmony làm công cụ sản xuất chính. DeeDee Animation Studio là đơn vị sản xuất hoạt hình đầu tiên tại Việt Nam ký hợp đồng bản quyền và cam kết là đối tác lâu dài với ToonBoom.
Các sản phẩm hoạt hình của DeeDee Animation Studio hướng đến nhiều đối tượng, bao gồm cả nhóm đối tượng người lớn. DeeDee Animation Studio đã thực hiện những dự án hoạt hình thuộc thể loại dài tập, phim ngắn, phim điện ảnh, MV ca nhạc, video tiếp thị, giáo dục, và được trình chiếu trên các kênh truyền hình như VTV1, hay YouTube. DeeDee Animation Studio đã từng hợp tác sản xuất với những thương hiệu uy tín tại Việt Nam và quốc tế như: Garena Vietnam, POPS Worldwide, UNICEF Vietnam, Huion, Shin-Ei Animation, JICA, hay VINCOM... và các agency như: Duncan Studio, Dentsu, TBWA, Startling hay AKA Spotlight.
DeeDee Animation Studio hướng mục tiêu sản xuất những phim hoạt hình có chất lượng cao, đạt tiêu chuẩn quốc tế.

## Quá trình phát triển

### 2016
DeeDee Animation Studio được thành lập vào năm 2016 bởi đạo diễn Đặng Hải Quang cùng nhà sản xuất Lê Quỳnh Như và diễn hoạt viên Đoàn Anh Kiệt.

### 2017
Năm 2017, phim ngắn đầu tay “Awaken” được DeeDee Animation Studio sản xuất đã được trình chiếu và giành được một vài giải thưởng tại các liên hoan phim hoạt hình trong nước và quốc tế:
- Giải Nhì tại Liên hoan Phim ngắn FY Film Fest 2017, Thành phố Hồ Chí Minh
- Giải Kịch bản Xuất sắc tại Liên hoan Phim ngắn FY Film Fest 2017, Thành phố Hồ Chí Minh
- Giải Triển vọng tại Digicon6 Việt Nam
- Được trình chiếu tại Digicon6 Asia, Nhật Bản
- Được trình chiếu tại The World Animation Celebration do Sony Pictures Animation tài trợ

Cũng trong năm 2017, DeeDee Animation Studio hợp tác sản xuất MV ca nhạc mang phong cách hoạt hình của nữ ca sĩ Vũ Cát Tường mang tên “Buổi Sáng Bình Thường”. Video bài hát được trình chiếu trên kênh truyền hình VTV1, và nhận được hơn 2,5 triệu lượt xem trên YouTube.

### 2018
Năm 2018, họa sĩ hoạt hình Hà Huy Hoàng tham gia vào DeeDee Animation Studio với vai trò Art Director.
DeeDee Animation Studio ký hợp đồng hợp tác với POPS Worldwide và nhãn hàng Lifebuoy (Unilever) để sản xuất series hoạt hình dài tập “Biệt Đội iOn Bạc”. Tập 1 của phim, sau khi được ra mắt trên kênh YouTube channel POPS Kids vào tháng 9 năm 2018, đã gây được sự chú ý của các khán giả trẻ, và nhận được hơn 1 triệu lượt xem. "Biệt Đội iOn Bạc" được đánh giá tích cực nhờ những bài học ý nghĩa dành cho trẻ nhỏ.

### 2019
Đầu năm 2019, phim ngắn “Đại Vương, Xin Hãy Tiết Chế!” kể về câu chuyện lịch sử của Hưng Đạo Đại Vương Trần Quốc Tuấn được DeeDee Animation Studio ra mắt trên mạng xã hội nhân dịp Tết Nguyên Đán. Ngay lập tức, bộ phim nhận được sự quan tâm lớn của cộng đồng mạng, với hơn 4.500 lượt chia sẻ trên mạng xã hội Facebook. Sau đó, DeeDee Animation Studio đã trở thành một trong các đơn vị sản xuất hoạt hình có lượng người theo dõi lớn nhất tại Việt Nam.
Tháng 4 năm 2019, DeeDee Animation Studio ra mắt phim hoạt hình “Tàn Thể: Tiền Truyện” (Broken Being: Prequel), với bối cảnh thế giới viễn tưởng hậu tận thế. Bộ phim được sáng tạo và sản xuất với vai trò làm tiền đề cho một thế giới truyện mà DeeDee Animation Studio sẽ tiếp tục khai thác trong các dự án trong tương lai. Bộ phim “Tàn Thể: Tiền Truyện” đã đạt được nhiều thành tích trong và ngoài nước:
- Giải Phim 2D Xuất sắc nhất tại Khem Animation Film Festival, Hoa Kỳ
- Lọt chung kết tại Montreal International Animation Film Festival – Animaze, Canada
- Lọt bán kết tại FILMSshort Online Film Festival
- Được trình chiếu chính thức tại Cambodia International Film Festival 2019, Campuchia
- Được trình chiếu chính thức tại Athens Animest 2019, Hy Lạp
- Được trình chiếu chính thức tại Lift-off Global Network Tokyo 2019, Nhật Bản
- Được trình chiếu chính thức tại La Guarimba International Film Festival, Italia
- Được trình chiếu chính thức tại Seoul Webfest, Hàn Quốc
- Được trình chiếu chính thức tại Chaniartoon, International Comic & Animation Festival 2019, Hy Lạp

Tháng 7 năm 2019, DeeDee Animation Studio hợp tác sản xuất với tập đoàn Garena Vietnam, sản xuất bộ phim hoạt hình âm nhạc “Sứ Mệnh Vinh Quang” (Glorious Mission), làm trailer chính thức cho giải đấu e-sports Đấu Trường Danh Vọng mùa Đông 2019 của Garena Liên Quân Mobile.

### 2020
Năm 2020, DeeDee Animation Studio một lần nữa hợp tác sản xuất với tập đoàn Garena Vietnam, sản xuất bộ phim hoạt hình âm nhạc “Let Victory Make History”, tạo ra MV cho bài hát chính thức cho giải đấu e-sports quốc tế Arena of Valor International Championship của Garena Liên Quân Mobile.
Tháng 4 năm 2020, DeeDee đã có dịp hợp tác với UNICEF trong 2 dự án phim hoạt hình ngắn được phát triển dựa trên nội dung của tác phẩm đoạt giải của các em nhỏ tham gia trong cuộc thi sáng tác truyện và vẽ tranh chủ đề bảo vệ môi trường. Các dự án phim hoạt hình ngắn gồm "Truyền thuyết Hải Mộc Nhi" và "Siêu Họa Sỹ".
Tháng 9 năm 2020, series phim hoạt hình "Vui Giao Thông" nằm trong chuơng trình "Tôi Yêu Việt Nam" của Honda phát sóng tập đầu tiên, do DeeDee Animation Studio sản xuất phục vụ chuơng trình phổ cập kiến thức về an toàn giao thông cho các em nhỏ mầm non. Chuơng trình được phát sóng vào khung giờ vàng trên VTV3 và được Bộ Giáo dục và Đào tạo đưa vào trường học làm tư liệu dạy học.
Cùng trong năm 2020, DeeDee hợp tác sản xuất với TNA Entertainment cho ra mắt series phim hoạt hình "She-Kings" – giới thiệu 6 nữ tướng đầu tiên trong lịch sử Việt Nam – những nữ anh hùng đã sát cánh chiến đấu cùng Hai Bà Trưng trong cuộc cách mạng chống lại quân xâm lược Đông Hán gần 2000 năm trước. "She-Kings" là một phần dự án điện ảnh của TNA Entertainment, bao gồm một phim điện ảnh live-action, và 6 tập phim hoạt hình ngắn.

### 2021
Tới năm 2021, DeeDee Animation Studio đã sản xuất gần 100 dự án lớn nhỏ với đa dạng thể loại. Thương hiệu của DeeDee đã được bảo chứng không chỉ bởi các thương hiệu tên tuổi trong nước như Honda, Unilever, Vinamilk, Garena... mà còn cả quốc tế như Shin-Ei Douga, Media Caption Asia, hay Huion.
Năm 2021, DeeDee Animation Studio có dịp làm việc với VNISA, Cục An toàn Thông tin và JICA sản xuất 2 phim hoạt hình ngắn gồm: "Bảo vệ trẻ em trên mạng" và "Học sinh với An toàn Thông tin", nằm trong chiến dịch truyền thông cuộc thi "Học sinh với An toàn Thông tin 2021".
Tháng 7 năm 2021, DeeDee Animation Studio sản xuất và ra mắt trailer cho tựa game "The Archmage Legacy" của nhà phát hành Media Caption Asia tại Singapore. Không lâu sau đó, tháng 8 năm 2021, dự án "Huion Will Rock You" nằm trong chiến dịch truyền thông sản phẩm mới của Huion cũng được phát sóng.

### 2022
Năm 2022, DeeDee Animation Studio tiếp tục có cơ hội hợp tác sản xuất trong các dự án chất lượng từ những đối tác quốc tế lớn. Nổi bật nhất có thể kể tới dự án "Disney's Mickey & Friends x CAMP: An Extra Big Adventure!" hợp tác cùng Duncan Studio, trong dó đội ngũ của DeeDee Animation Studio có cơ hội được diễn hoạt những nhân vật kinh điển của ngành hoạt hình thế giới: chuột Mickey, vịt Donal, chó Goofy... 
Cũng trong năm 2022, DeeDee đã được thử sức với việc sáng tạo hoạt hình trên một định dạng hoàn toàn mới trong chiến dịch quảng cáo của brand OMO: Trồng Mái Ấm Cho Muôn Loài. Trong chiến dịch này, 3D billboard đã được agency MullenLowe Mishra và DeeDee tiếp cận theo một cách rất mới: sử dụng hoạt hình 2D ứng dụng vào bảng quảng cáo 3D. Điều này đã chứng minh khả năng sáng tạo không giới hạn của đội ngũ nghệ sĩ, họa sĩ của DeeDee.
DeeDee rất tự hào khi năm 2022 đã có cơ hội được làm việc với Studio đến từ Mỹ: 6 Point Harness đã đạt giải Oscar, Emmy and Annie trong dự án Hot Wheels Skate Board. Đây cũng là tiền đề cho những dự án hợp tác tiếp theo giữa DeeDee Animation Studio và 6 Point Harness.

### 2023
Cuối tháng 7 năm 2023, dự án phim "How to Become a Cult Leader" do Netflix độc quyền phát hành, với sự tham gia sản xuất toàn bộ các phân cảnh hoạt hình của DeeDee Animation Studio đã được lên sóng. Đây chính là dự án đánh dấu lần hợp tác thứ 2 của DeeDee với 6 Point Harness sau sự thành công của Hot Wheels Skateboard (2022). 

## Sản phẩm
Những sản phẩm hoạt hình nổi bật của DeeDee Animation Studio gồm có:

### Sản phẩm hợp tác
- Video âm nhạc “Buổi Sáng Bình Thường” (2017)
- Phim hoạt hình dài tập “Biệt Đội iOn Bạc” (2018)
- Phim hoạt hình âm nhạc “Sứ Mệnh Vinh Quang” (2019)
- Video quảng cáo “Free Fire là gì?” (2019)
- Phim hoạt hình âm nhạc "Let Victory Make History" (2020)
- Phim hoạt hình dài tập "Chimimo" (2021)
- Video quảng cáo "An Unexpected Guest" (2021)
- Video quảng cáo "Huion Will Rock You" (2021)
- Video quảng cáo "K+ The 2021 Year-End Offer" (2021)
- Video quảng cáo "The Archmage Legacy" (2021)
- Video quảng cáo "VIM Super Heroes" (2021)
- Phim ngắn "Super Artist" (UNICEF) (2021)
- Video âm nhạc "Family Dinner" (UNICEF) (2021)
- Video quảng cáo "Student With Cyber Security" (2021)
- Video quảng cáo "Protecting Kids On The Internet" (2021)
- Video quảng cáo "Free Fire Max" (2021)
- Phim hoạt hình dài tập "Warhammer Interrogator" (2022)
- Video điện ảnh "DC's Justice League: Cosmic Chaos" (2022)
- Video quảng cáo 3D Billboard "Trồng mái ấm cho muôn loài" (2022)
- Video âm nhạc "Trồng mái ấm cho muôn loài" (2022)
- Video quảng cáo "Vệ sĩ PROBI" (2022)
- Phim hoạt hình dài tập "Honda Vui Giao Thông" (2 mùa) (2021-2022)
- Video âm nhạc "Hot Wheels Skateboard" (2022)
- Phim ngắn "The Mighty Grand Piton" (2022)
- Video tương tác "CAMP x Disney’s Mickey & Friends: An Extra Big Adventure" (2022)
- Video quảng cáo "Guardian Of The Wild" (2022)
- Video quảng cáo "K+ SEAGAMES 32 (2023)
- Phim truyền hình dài tập Netflix "How to Become a Cult Leader" (2023)
- Video âm nhạc "Making Waves" (Riot Game: Valorant) (2023)
- Video quảng cáo "Lord of Goblins" (2023)

### Sở hữu trí tuệ
- Phim hoạt hình ngắn “Awaken” (2017)
- Viral video “Đại Vương, Xin Hãy Tiết Chế!” (2019)
- Phim hoạt hình ngắn “Tàn Thể: Tiền Truyện” (2019)
- Phim hoạt hình dài tập "Dịch vụ Quỷ Sứ" (2019) (đang sản xuất)
- Mini series "Yêu Kiều" (2020)
- Phim hoạt hình dài tập "Đại Hiệp" (2021) (đang sản xuất)
- Phim hoạt hình ngắn "Có thờ có thiêng" (2022)